# Geëtioleerde plant

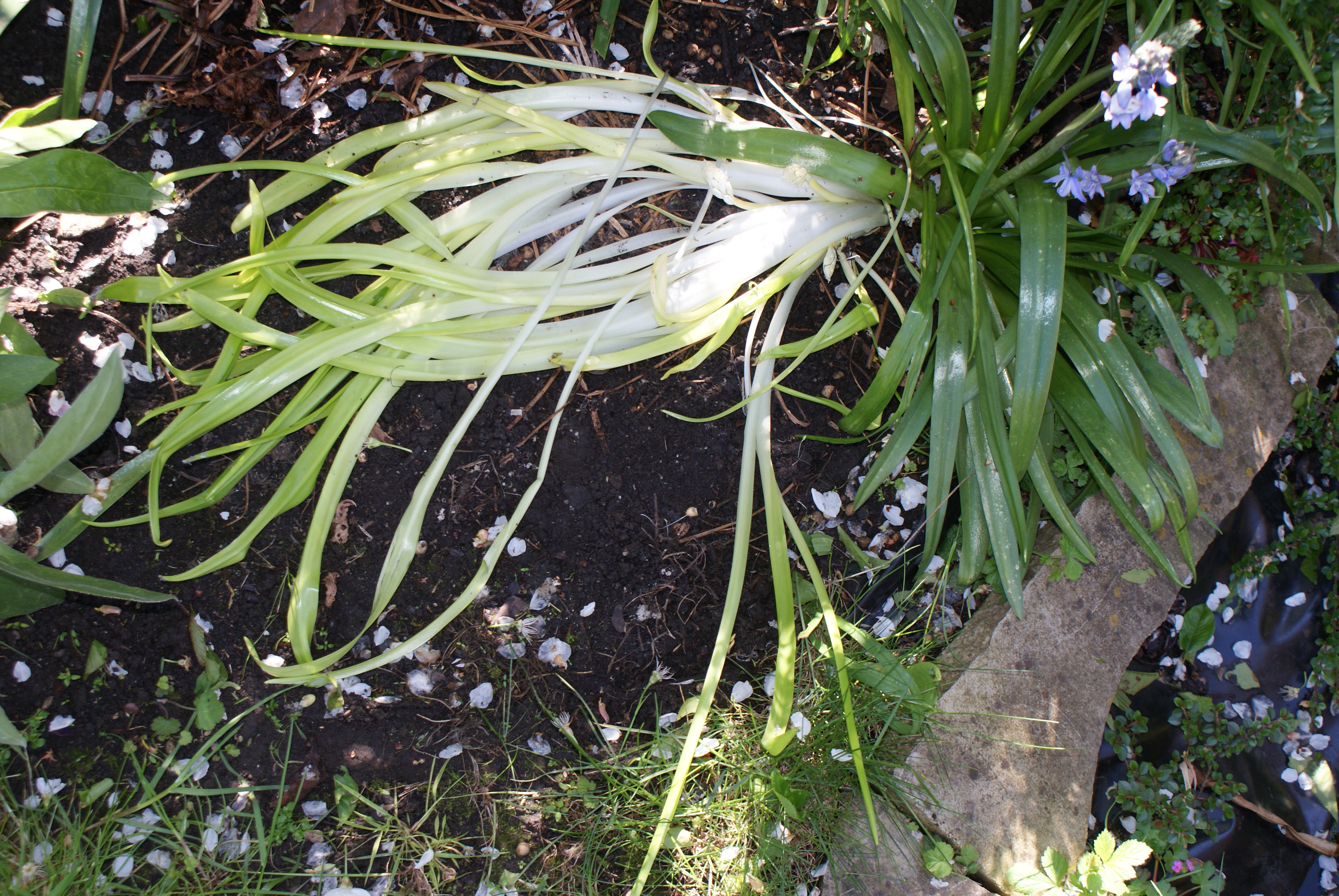
Spaanse hyacint (Hyacinthoides hispanica), met wel en niet-geëtioleerde bladeren en bloemen. De bladeren bereiken een lengte tot 50 cm.

Een geëtioleerde plant is een plant zonder of gedeeltelijk zonder bladgroen, meestal ook met verlengde stengelleden. Geëtioleerde planten zijn wit tot bleekgroen van kleur, doordat de plastiden geen chlorofyl bevatten. Dit gebeurt als een plant (door)groeit in het donker. 

## Mechanisme
De verbleking van planten of delen van planten die in het donker groeien heet etiolement. Hierbij worden de chloroplasten omgezet in etioplasten. De inwendige structuur van de chloroplast verandert en het chlorofyl wordt omgezet in andere verbindingen. In het donker worden etioplasten geproduceerd uit proplastiden en/of chloroplasten. Bij blootstelling aan licht zullen de etioplasten zich weer omvormen in chloroplasten en wordt de plant weer groen.

## Voorbeelden
Wanneer delen van groene planten worden afgedekt, verliezen zij tijdens de groei hun kleur. Bekende voorbeelden zijn de witte uitlopers (stolonen) die aardappelen kunnen vormen wanneer ze in het donker bewaard worden. 
De teelt van asperges en witlof berust op het verschijnsel van etioleren: de spruiten worden daarbij opgekweekt onder een laag aarde. Taugé wordt eerst na het kiemen van de mungbonen enkele uren onder licht opgekweekt, daar de rest van de dag in het donker.